# Jae Crowder
Pour les articles homonymes, voir Crowder.
Corey Jae Crowder, né le 6 juillet 1990 à Villa Rica dans l'État de Géorgie, est un joueur américain de basket-ball mesurant 1,95 m, et évolue aux postes d'ailier et d'ailier fort. 
Son père, Corey, fut également basketteur professionnel en NBA et en Europe.

## Carrière professionnelle

### Draft de la NBA
Après ses deux années universitaires, Crowder décide de se présenter à la draft 2012 de la NBA où il est attendu au second tour.
Crowder est choisi à la 34e position par les Cavaliers de Cleveland. Cependant, le soir de la draft, les Cavaliers l'envoient aux Mavericks de Dallas avec le 24e choix Jared Cunningham et le 33e Bernard James en échange du 17e choix Tyler Zeller et Kelenna Azubuike. Il signe un contrat de deux ans non garanti le 20 juillet 2012. Son coéquipier de l'Université de Marquette Darius Johnson-Odom est drafté à la 55e position.

### Mavericks de Dallas (2012-2014)

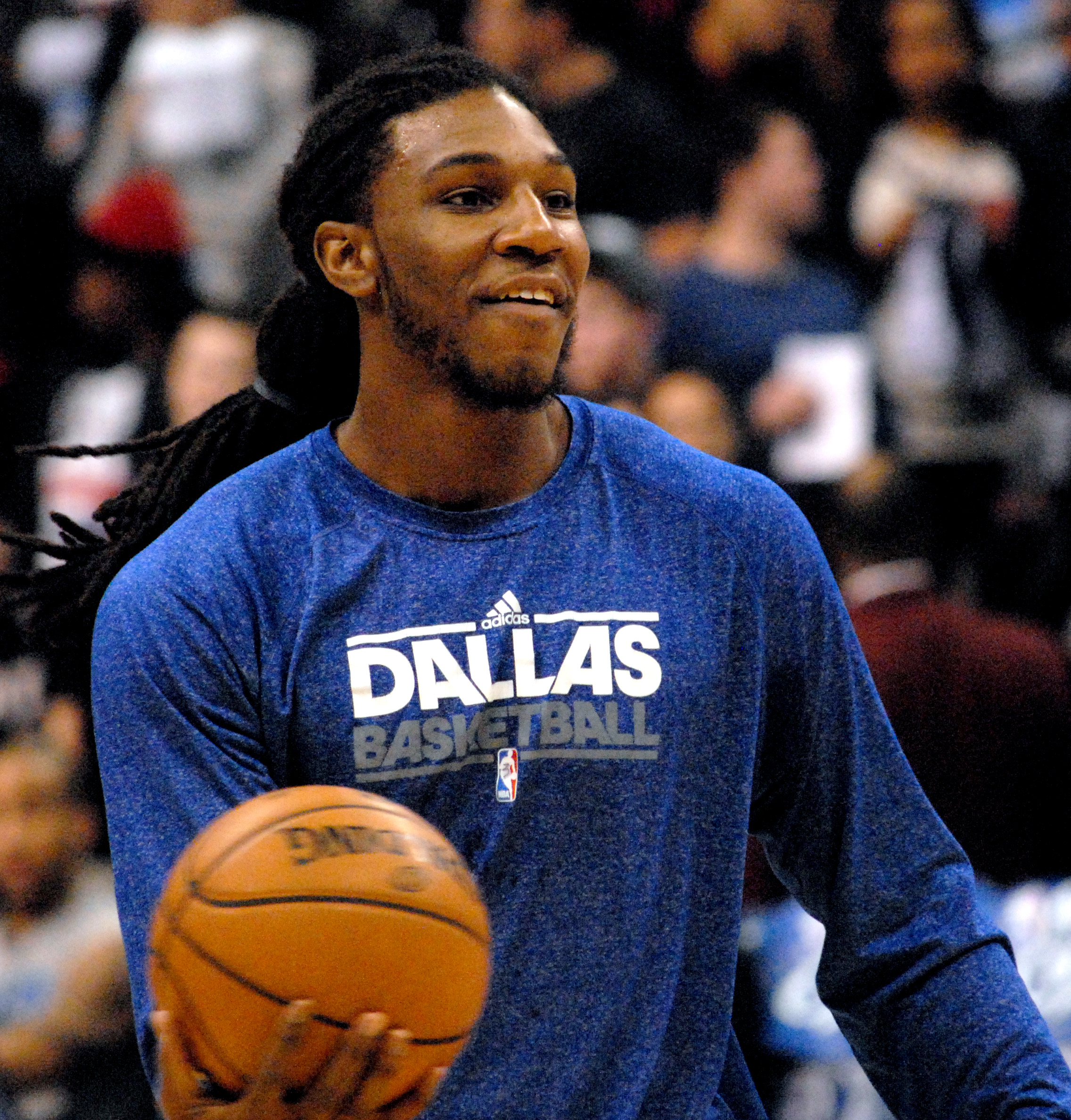
Crowder en décembre 2012.

En raison de ses bonnes performances à la NBA Summer League 2012 et lors des matchs de pré-saison, il est vu comme la bonne pioche de la draft (the steal of the NBA draft). Lors de la NBA Summer League, il tourne à 16,6 points (à 41,7 % de réussite aux tirs), 5,4 rebonds, 1,6 passe décisive, 2,0 interceptions et 0,8 contre par match. Il fait partie des meilleurs joueurs de la Summer League. Lors de la pré-saison, il tourne à 11,4 points, 4,5 rebonds, 1,9 interception, 1,6 passe décisive et 0,8 contre en 22 minutes par match. Ces performances ont suscité des attentes sur Crowder, il est considéré comme l'éventuel futur franchise player des Mavericks et un possible futur All-Star.
Cela lui permet d'avoir une place dans la rotation de son entraîneur Rick Carlisle ce qui est rare de la part de cet entraîneur qui s'appuie habituellement sur des joueurs plus expérimentés. Il commence la saison par une victoire contre les Lakers de Los Angeles où il est remplaçant et termine avec 8 points, 3 rebonds et 2 passes en 19 minutes de jeu. Alors que Dirk Nowitzki manque la plupart du début de saison à cause d'une Arthroscopie du genou, Shawn Marion se blesse également ce qui permet à Crowder d'avoir une place plus importante dans l'équipe. Avec les retours de Marion et Nowitzki, les minutes de Crowder baissent. Son apport commence à diminuer un peu après le all-star break. Les Mavericks n'arrivent pas à se remettre de la blessure de Nowitzki et manquent les playoffs pour la première fois depuis douze ans. Crowder termine sa première saison avec des moyennes de 5 points et 2,4 rebonds en 17,3 minutes par match.
Le 5 novembre 2013, Crowder réalise son record de points en carrière avec 18 unités lors de la victoire des siens 123 à 104 contre les Lakers de Los Angeles. Le 27 février 2014, il est envoyé chez les Legends du Texas en D-League. Le lendemain, il est rappelé dans l'effectif des Mavericks. Le 1er mars 2014, il est renvoyé chez les Legengs. Le lendemain, il est rappelé par les Mavericks.
Le 10 juin 2014, les Mavericks exercent leur option sur le contrat de Crowder. Avec les renforts de l'ailier fort Al-Farouq Aminu et de l'ailier Richard Jefferson, le temps de jeu de Crowder a baissé au début de la saison 2014-2015, il ne fait plus partie de la rotation principale de son entraîneur Rick Carlisle. Le 9 novembre 2014, il établit son record de points de la saison avec 15 unités donc 5 sur 6 aux tirs lors de la défaite des siens 96 à 105 au Heat de Miami.

### Celtics de Boston (2014-2017)
Le 18 décembre 2014, il est échangé avec Jameer Nelson, Brandan Wright, un premier tour de draft 2015, un second tour de draft 2016 et une somme d'argent de 12,9 millions de dollars contre Rajon Rondo et Dwight Powell.
Le 2 juillet 2015, il prolonge aux Celtics pour 35 millions sur 5 ans.

### Cavaliers de Cleveland (2017-2018)
Le 22 août 2017, il est échangé avec Isaiah Thomas, Ante Žižić et un choix de la draft 2018 (celui des Nets de Brooklyn récupéré quelques années auparavant par les Celtics) contre Kyrie Irving.

### Jazz de l'Utah (2018-2019)
Le 8 février 2018, il est envoyé vers le Jazz de l'Utah dans un échange en triangle qui inclut les Cavaliers de Cleveland et les Kings de Sacramento.

### Grizzlies de Memphis (2019-2020)
Le 19 juin 2019, il est transféré vers les Grizzlies de Memphis en compagnie de Kyle Korver et Grayson Allen, ainsi que le 23e choix de Draft 2019, en échange de Mike Conley.

### Heat de Miami (2020)
Le 6 février 2020, il est échangé au Heat de Miami dans une transaction à 6 joueurs.

### Suns de Phoenix (2020-2023)
En novembre 2020, il signe avec les Suns de Phoenix pour trois ans et 30 millions de dollars.

### Bucks de Milwaukee (2023-2024)
Écarté de la rotation depuis le début de la saison, il est transféré vers les Nets de Brooklyn dans le cadre du transfert de Kevin Durant. Dans la foulée, il est envoyé aux Bucks de Milwaukee contre des choix de draft,.

### Kings de Sacramento (depuis 2024)
Fin novembre 2024, Crowder signe avec les Kings de Sacramento.

## Palmarès
- Second-team All-American – AP, SN (2012)
- Third-team All-American – NABC (2012)
- Big East Player of the Year (2012)
- NABC Junior College Player of the Year (2010)
- Champion NCAA 2010

## Statistiques

### Universitaires
| Saison    | Équipe    | Matchs | Titul. | Min./m | % Tir | % 3pts | % LF | Rbds/m. | Pass/m. | Int/m. | Ctr/m. | Pts/m. |
| --------- | --------- | ------ | ------ | ------ | ----- | ------ | ---- | ------- | ------- | ------ | ------ | ------ |
| 2010-2011 | Marquette | 37     | 17     | 27,6   | 48,5  | 35,9   | 61,6 | 6,78    | 1,57    | 1,30   | 0,86   | 11,76  |
| 2011-2012 | Marquette | 35     | 35     | 33,0   | 49,8  | 34,5   | 73,5 | 8,43    | 2,11    | 2,49   | 1,00   | 17,54  |
| Carrière  | Carrière  | 72     | 52     | 30,2   | 49,2  | 35,0   | 68,3 | 7,58    | 1,83    | 1,88   | 0,93   | 14,57  |

### Professionnelles

#### Saison régulière
| Saison    | Équipe    | Matchs | Titul. | Min./m | % Tir | % 3pts | % LF | Rbds/m. | Pass/m. | Int/m. | Ctr/m. | Pts/m. |
| --------- | --------- | ------ | ------ | ------ | ----- | ------ | ---- | ------- | ------- | ------ | ------ | ------ |
| 2012-2013 | Dallas    | 78     | 16     | 17,3   | 38,4  | 32,8   | 64,4 | 2,40    | 1,19    | 0,81   | 0,22   | 5,03   |
| 2013-2014 | Dallas    | 78     | 8      | 16,1   | 43,9  | 33,1   | 75,4 | 2,49    | 0,77    | 0,76   | 0,27   | 4,56   |
| 2014-2015 | Dallas    | 25     | 0      | 10,6   | 43,4  | 34,2   | 90,9 | 1,16    | 0,48    | 0,60   | 0,20   | 3,56   |
| 2014-2015 | Boston    | 57     | 17     | 24,2   | 41,8  | 28,2   | 76,2 | 4,63    | 1,44    | 1,00   | 0,35   | 9,46   |
| 2015-2016 | Boston    | 73     | 73     | 31,6   | 44,3  | 33,6   | 82,0 | 5,11    | 1,85    | 1,73   | 0,48   | 14,22  |
| 2016-2017 | Boston    | 72     | 72     | 32,4   | 46,3  | 39,8   | 81,1 | 5,79    | 2,15    | 0,99   | 0,32   | 13,88  |
| 2017-2018 | Cleveland | 53     | 47     | 25,4   | 41,8  | 32,8   | 84,8 | 3,26    | 1,09    | 0,77   | 0,23   | 8,57   |
| 2017-2018 | Utah      | 27     | 0      | 27,6   | 38,6  | 31,6   | 76,8 | 3,78    | 1,52    | 0,85   | 0,33   | 11,81  |
| 2018-2019 | Utah      | 80     | 11     | 27,1   | 39,9  | 33,1   | 72,1 | 4,80    | 1,66    | 0,80   | 0,39   | 11,89  |
| 2019-2020 | Memphis   | 45     | 45     | 29,4   | 36,8  | 29,3   | 78,9 | 6,16    | 2,78    | 1,04   | 0,31   | 9,93   |
| 2019-2020 | Miami     | 20     | 8      | 27,7   | 48,2  | 44,5   | 73,3 | 5,35    | 1,80    | 1,25   | 0,50   | 11,85  |
| 2020-2021 | Phoenix   | 60     | 42     | 27,5   | 40,4  | 38,9   | 76,0 | 4,70    | 2,10    | 0,80   | 0,50   | 10,10  |
| 2021-2022 | Phoenix   | 67     | 67     | 28,1   | 39,9  | 34,8   | 78,9 | 5,30    | 1,90    | 1,40   | 0,40   | 9,40   |
| 2022-2023 | Milwaukee | 18     | 3      | 18,9   | 47,9  | 43,6   | 83,3 | 3,80    | 1,50    | 0,70   | 0,30   | 6,90   |
| 2023-2024 | Milwaukee | 50     | 25     | 23,1   | 42,2  | 34,9   | 72,2 | 3,20    | 1,30    | 0,80   | 0,20   | 6,20   |
| Carrière  | Carrière  | 803    | 434    | 25,0   | 41,9  | 34,8   | 77,7 | 4,20    | 1,60    | 1,00   | 0,30   | 9,30   |

Dernière mise à jour le 29 novembre 2024

#### Playoffs
| Saison   | Équipe    | Matchs | Titul. | Min./m | % Tir | % 3pts | % LF  | Rbds/m. | Pass/m. | Int/m. | Ctr/m. | Pts/m. |
| -------- | --------- | ------ | ------ | ------ | ----- | ------ | ----- | ------- | ------- | ------ | ------ | ------ |
| 2014     | Dallas    | 7      | 0      | 11,6   | 44,4  | 42,9   | 0,0   | 1,71    | 0,29    | 0,29   | 0,14   | 2,71   |
| 2015     | Boston    | 4      | 1      | 25,1   | 51,7  | 30,0   | 76,9  | 5,00    | 2,00    | 1,00   | 0,75   | 10,75  |
| 2016     | Boston    | 6      | 6      | 32,9   | 27,8  | 24,4   | 63,6  | 6,50    | 2,17    | 1,50   | 0,50   | 9,50   |
| 2017     | Boston    | 18     | 18     | 33,1   | 43,5  | 34,4   | 83,3  | 6,44    | 2,61    | 1,00   | 0,33   | 13,61  |
| 2018     | Utah      | 11     | 2      | 29,4   | 32,4  | 33,3   | 64,3  | 5,09    | 1,73    | 1,36   | 0,18   | 10,00  |
| 2019     | Utah      | 5      | 3      | 26,0   | 37,0  | 30,0   | 73,7  | 5,80    | 0,80    | 1,00   | 0,00   | 11,40  |
| 2020     | Miami     | 21     | 21     | 31,4   | 40,3  | 34,2   | 76,1  | 5,57    | 1,86    | 0,67   | 0,57   | 12,00  |
| 2021     | Phoenix   | 22     | 22     | 33,1   | 41,3  | 38,0   | 88,6  | 6,10    | 1,90    | 0,90   | 0,80   | 10,80  |
| 2022     | Phoenix   | 13     | 13     | 29,5   | 40,0  | 30,2   | 73,1  | 4,70    | 2,40    | 1,00   | 0,50   | 9,40   |
| 2023     | Milwaukee | 4      | 4      | 10,2   | 23,1  | 0,0    | 50,0  | 1,00    | 0,80    | 0,50   | 0,00   | 1,80   |
| 2024     | Milwaukee | 4      | 4      | 10,5   | 25,0  | 14,3   | 100,0 | 1,50    | 0,50    | 0,00   | 0,50   | 2,30   |
| Carrière | Carrière  | 115    | 86     | 28,6   | 39,2  | 33,3   | 77,0  | 5,20    | 1,80    | 0,90   | 0,50   | 10,10  |

Dernière mise à jour le 29 novembre 2024.

## Records sur une rencontre en NBA
Les records personnels de Jae Crowder en NBA sont les suivants, :
| Type de statistique        | Saison régulière | Saison régulière         | Saison régulière | Playoffs | Playoffs                  | Playoffs        |
| Type de statistique        | Record           | Adversaire               | Date             | Record   | Adversaire                | Date            |
| -------------------------- | ---------------- | ------------------------ | ---------------- | -------- | ------------------------- | --------------- |
| Points                     | 30               | @ Raptors de Toronto     | 1er janvier 2019 | 27       | @ Thunder d'Oklahoma City | 25 avril 2018   |
| Paniers marqués            | 11               | Pacers de l'Indiana      | 13 janvier 2016  | 9        | @ Thunder d'Oklahoma City | 25 avril 2018   |
| Paniers tentés             | 19               | Knicks de New York       | 4 mars 2016      | 19       | @ Thunder d'Oklahoma City | 25 avril 2018   |
| Paniers à 3 points réussis | 8                | Rockets de Houston       | 12 avril 2021    | 6        | 5 fois                    | 5 fois          |
| Paniers à 3 points tentés  | 13               | 2 fois                   | 2 fois           | 14       | @ Thunder d'Oklahoma City | 25 avril 2018   |
| Lancers francs réussis     | 9                | @ Pistons de Détroit     | 8 avril 2015     | 6        | 3 fois                    | 3 fois          |
| Lancers francs tentés      | 11               | Heat de Miami            | 25 mars 2015     | 9        | Wizards de Washington     | 2 mai 2017      |
| Rebonds offensifs          | 6                | 2 fois                   | 2 fois           | 4        | Cavaliers de Cleveland    | 17 mai 2017     |
| Rebonds défensifs          | 13               | 2 fois                   | 2 fois           | 11       | @ Bucks de Milwaukee      | 20 juillet 2021 |
| Rebonds totaux             | 17               | Warriors de Golden State | 1er mars 2015    | 13       | @ Bucks de Milwaukee      | 20 juillet 2021 |
| Passes décisives           | 7                | 3 fois                   | 3 fois           | 8        | @ Wizards de Washington   | 12 mai 2017     |
| Interceptions              | 5                | 7 fois                   | 7 fois           | 4        | 3 fois                    | 3 fois          |
| Contres                    | 4                | Bulls de Chicago         | 31 mars 2021     | 4        | @ Nuggets de Denver       | 13 juin 2021    |
| Balles perdues             | 4                | 10 fois                  | 10 fois          | 4        | 4 fois                    | 4 fois          |
| Minutes jouées             | 48               | Warriors de Golden State | 11 décembre 2015 | 41       | Wizards de Washington     | 2 mai 2017      |

- Double-double : 28 (dont 6 en playoffs)
- Triple-double : 0

Dernière mise à jour : 17 juillet 2022

## Salaires
| Année       | Équipe      | Salaire      |
| ----------- | ----------- | ------------ |
| 2012-2013   | Dallas      | 600 491 $    |
| 2013-2014   | Dallas      | 788 872 $    |
| 2014-2015   | Boston      | 915 243 $    |
| 2015-2016   | Boston      | 6 000 000 $  |
| 2016-2017   | Boston      | 6 286 408 $  |
| 2017-2018   | Cleveland   | 6 796 117 $  |
| 2018-2019   | Jazz        | 7 305 825 $  |
| 2019-2020   | Memphis     | 7 815 533 $  |
| 2020-2021   | Suns        | 9 258 000 $  |
| 2021-2022   | Suns        | 9 720 900 $  |
| Total Gains | Total Gains | 55 487 389 $ |

## Vie privée
Il est le fils de Corey Crowder, ancien joueur NBA pour les équipes du Jazz de l'Utah et des Spurs de San Antonio, ainsi qu'en France, en portant les couleurs de Pau-Orthez, Lyon-Villeurbanne, Évreux, Cholet, Chalon et enfin Saint-Quentin.